# Dixídeos
Os dixídeos (Dixidae) são uma família de moscas nematoceranas aquáticas (Diptera). As larvas vivem em águas doces não poluídas e paradas, logo abaixo da película superficial, geralmente entre vegetação aquática marginal. Eles são encontrados em todos os continentes, exceto na Antártica.

## Descrição

Venação da asa

Dixidae são pequenos mosquitos (comprimento do corpo não superior a 5,0 mm) delgados com pernas finas. A cabeça é relativamente larga. As antenas são finas e o flagelo possui 14 segmentos. A tromba é curta e espessa e os palpos são cinco segmentados. O tórax é ligeiramente convexo. As veias das asas não têm escamas (com escamas na família Culicidae intimamente relacionada. A subcosta é fundida com a costa ao nível da base de Rs ou ligeiramente proximal a esta. A venação da asa exibe forquilhas radiais, mediais e cubitais (R 4 ramificado, M 2 ramificado, Cu 2 ramificado). R 2+ 3 é fortemente arqueado, a veia cruzada r – m é distinta e a célula discal está ausente. A veia anal da asa é longa. A genitália do homem é invertida em 180 ° pela torção dos segmentos 5–8.

## História evolutiva
Os fósseis mais antigos conhecidos do grupo vêm do Jurássico da Ásia, atribuídos aos gêneros extintos Syndixa e Eucorethrina , membros de gêneros modernos não conhecidos até o Eoceno.